# Eve-Maud Hubeaux
Eve-Maud Hubeaux, née à Genève en Suisse le 22 mars 1988, est une artiste lyrique franco-suisse de tessiture mezzo-soprano.

## Biographie

### Jeunesse et formation
Eve-Maud Hubeaux naît le 22 mars 1988 à Genève et y passe les premières années de sa vie. Elle grandit ensuite à Lausanne. Elle a un frère et une sœur. Ses parents sont français : son père est consultant ; sa mère, ingénieure.
Très jeune, elle fréquente l’Institut Jaques-Dalcroze de Genève puis entre au Conservatoire de Lausanne à l’âge de douze ans avec Hiroko Kawamichi, et suit l’Atelier Scénique de Christophe Balissat. Elle termine son cursus à dix-neuf ans avec un certificat de chant qui lui vaut les félicitations,et remporte de nombreux prix dans des concours internationaux dont le 1er prix au Concours Renata Tebaldi en 2013 et l'International Hans Gabor Belvedere Singing Competition d'Amsterdam la même année. Pour parfaire sa formation, elle participe à des classes de maîtres avec Peter Galliard (de), Helen Donath[réf. nécessaire] et Françoise Pollet. Elle continue de travailler avec cette dernière.
Parallèlement, après sa maturité décrochée à l'âge de 16 ans, elle étudie le droit jusqu'à l’obtention d’un baccalauréat universitaire en droit de l'Université de Lausanne en 2007, et un master Recherche en droit des contrats et responsabilité civile en 2009 puis poursuit par une thèse en Droit de la responsabilité civile à l'Université de Savoie-Chambéry grâce au statut d'artiste de haut niveau,.

### Carrière
Eve-Maud Hubeaux fait ses débuts en tant que Mercedes dans Carmen de Georges Bizet puis Ines dans Il trovatore de Giuseppe Verdi à l'Opéra de Lausanne, et intègre l'Opéra Studio de l'Opéra national du Rhin à Strasbourg en 2009.
À vingt-deux ans, elle chante Waltraute dans Die Walküre de Richard Wagner à l'Opéra de Francfort et à Mannheim, puis Marcellina dans Le nozze di Figaro de Mozart à l'Opéra d'Avignon, ainsi que Dritte Magd dans Elektra de Richard Strauss à Montpellier et à Berlin.
En 2012, le Festival d'Aix-en-Provence l'engage pour chanter (La tasse chinoise) dans L'Enfant et les Sortilèges de Maurice Ravel et dans Trauernacht (d’après Bach) en 2014. À l'Opéra national du Rhin, elle chante Folia dans La nuit de Gutenberg de Philippe Manoury, Dritte Dame dans La Flûte enchantée de Mozart et Pauline dans La Dame de Pique de Piotr Tchaïkovski,. En Suisse, elle chante en 2013, Hedwige dans Guillaume Tell de Gioachino Rossini et Bradamante dans l’Alcina de Haendelet Frau Reich dans Die lustigen Weiber von Windsor de Nicolai) à l'Opéra de Lausanne.
Elle fait ses débuts en 2014 à l'Opéra national de Lyon dans Le Vaisseau fantôme et en 2015 à La Monnaie de Bruxelles lors de la création mondiale de Penthesilea de Pascal Dusapin.
2016 est une année francophone avec deux prises de rôles : Carmen au Stadttheater Klagenfurt pour seize représentations et Ursule dans Béatrice et Bénédict de Hector Berlioz à La Monnaie. Cette année marque également ses débuts à l'Opéra de Paris dans Der Rosenkavalier. Puis se succèdent de nombreuses prises de rôles entre 2017 et 2020 : Brangäne dans Tristan und Isolde en 2019, Andromaca dans l’Ermione de Rossini et Judith dans Le Château de Barbe-Bleue de Béla Bartók à l'Opéra national de Lyon, Magret dans Wozzeck d'Alban Berg à Paris, Brigitta (Die tote Stadt, Korngold), La Nourrice (Ariane et Barbe-Bleue, Dukas) et Baba the Turk (The Rake’s Progress, Stravinsky) au Theater Basel,, Isolier (Le Comte Ory, Rossini) à l'Opéra de Toulon et à l'Opéra comique.
Elle fait en 2018 deux prises de rôles avec la Princesse Eboli (Don Carlos, Verdi) à l'Opéra National de Lyon, unanimement saluées par la critique, et le remplacement au pied levé de Léonore de Guzman dans La Favorite au Liceu de Barcelone. Autre remplacement, en 2019, de La Princesse Eboli en pleine représentation de Don Carlo à l'Opéra de Paris où elle devait initialement chanter Tebaldo. 
À l'Opéra National de Paris, elle incarne aussi Suzuki, la Reine Gertrude dans Hamlet et Dona Prouhèze dans Le Soulier de satin, création mondiale de Marc-André Dalbavie.
En septembre 2020, elle fait ses débuts au Staatsoper de Vienne avec La Princesse Eboli aux côtés de Jonas Kaufmann sous la direction de Bertrand De Billy . Elle revient avec Carmen et une autre prise de rôle : Mère Marie dans Les Dialogues des Carmélites.
En 2022 et 2023, elle interprète plusieurs fois son rôle signature La Princesse Eboli : au Staatsoper de Hambourg et au Grand Théâtre de Genève dans la version francophone de l'œuvre de Verdi, mais également pour ses débuts dans la version italienne au Staatsoper de Berlin. Elle fait ses débuts dans un autre grand rôle verdien avec Amneris dans Aida au Festival de Salzbourg aux côtés de Helena Stikhina et Piotr Beczała,,, au Staatsoper de Berlin, et au Festival de Savonlinna. Au Staatsoper de Munich, elle chante Ascagne dans Les Troyens, sous la direction de Daniele Rustioni.
Parallèlement au répertoire romantique, elle continue d'explorer la musique baroque avec des prises de rôles comme Neron (Agrippina), Cornelia (Giulio Cesare) et Medoro (Orlando). Elle enregistre en 2019 le rôle titre de l'opéra de Lully, Isis avec Les Talens Lyriques.
Au cours de sa carrière, elle se produit en concert avec différents orchestres comme MusicAeterna, le Brussels Philharmonic, le Turku Philharmonic, l'Orchestre national d'Île-de-France, l'Orchestre de chambre de Genève, l'Orchestre de chambre de Lausanne dans un répertoire varié allant du Messiah de Handel aux Wesendonck-Lieder de Wagner en passant par la Passion selon saint Matthieu de Bach, le Requiem de Verdi, Les Nuits d'été ou La Mort de Cléopâtre de Berlioz,.
En 2024, elle est lauréate du prix Herbert-von-Karajan.

## Discographie
- Wagner, Die Walküre – dir. Sebastian Weigle (en) (novembre 2010, Ohems Classic OC 936) - Waltraute (OCLC 833365004)
- Dusapin, Penthesilea – Natascha Petrinsky (Penthesilea), Marisol Montalvo (Prothoe), Georg Nigl (Achilles), Werner van Mechelen (Odysseus), Ève-Maud Hubeaux (Oberpriesterin), Wiard Withold (Bote) ; Chœurs et Orchestre symphonique de la Monnaie, dir. Franck Ollu (Bruxelles, Théâtre de La Monnaie, 7/9 avril 2015, 2 CD Cyprès) (OCLC 1130770279)
- Mahler, Das Lied von der Erde – Ève-Maud Hubeaux, mezzo-soprano ; Jussi Myllys, ténor ; Orchestre Victor-Hugo Franche-Comté, dir. Jean-François Verdier (juillet 2013/2014, Klarthe K043)[50] (OCLC 1078372248) — Arrangement pour orchestre de chambre : Arnold Schönberg 1921-Rainer Riehn (en) 1983.
- Saint-Saëns, Ascanio – Jean-François Lapointe, baryton (Benvenuto Cellini) ; Bernard Richter, ténor (Ascanio) ; Ève-Maud Hubeaux, contralto (Scozzone) ; Jean Teitgen, basse (François Ier) ; Karina Gauvin, soprano (La Duchesse d'Étampes) ; Clémence Tilquin, soprano (Colombe d'Estourville) ; dir. Guillaume Tourniaire (Genève, Grand Théâtre, 24-26 novembre 2017, 3 CD B Records) (OCLC 1255968980 et 1179006006)
- Franck, Rédemption – Ève-Maud Hubeaux, mezzo-soprano ; Vlaams Radio Koor (nl) ; Orchestre philharmonique royal de Liège, dir. Hervé Niquet (Musique en Wallonie, 2019)[51] (OCLC 1152173940)
- Lully, Isis – Ève-Maud Hubeaux (Thalie, Isis, Io) ; Bénédicte Tauran (La Renommée, Melpomène, Mycène, Junon) ; Ambroisine Bré (Calliope, Iris, Syrinx, Hébé) ; Cyril Auvity (Apollon, Pirante, Ia Furie) ; Edwin Crossley-Mercer (Jupiter, Pan) ; Philippe Estèphe (Neptune, Argus) ; Fabien Hyon (Mercure) ; Aimery Lefèvre (Hiérax) ; Chœur de chambre de Namur ; Les Talens Lyriques, dir. Christophe Rousset (11, 13-14 juillet 2019, 2 CD Aparté) (OCLC 1256038022 et 1140087753)

### Vidéos
- Rossini, Le Comte Ory – Philippe Talbot, ténor (Le comte Ory) ; Julie Fuchs, soprano (La comtesse) ; Gaëlle Arquez, mezzo-soprano (Isolier) ; Ève-Maud Hubeaux, mezzo-soprano (Dame Ragonde) ; Les Éléments ; Orchestre des Champs-Élysées, dir. Louis Langrée (Paris, Opéra comique, 27/29 décembre 2017, DVD C Major Entertainment) (OCLC 1135334298)
- Verdi, Requiem – Zarina Abaeva, soprano ; Ève-Maud Hubeaux, mezzo-soprano ; Dmytro Popov, ténor ; Tareq Nazmi, basse ; MusicÆterna Choir, dir. Teodor Currentzis (2019, DVD Gingerlemon/Medici.tv) (OCLC 1350759143)
- Verdi, Don Carlos – Jonas Kaufmann (Don Carlos), Elīna Garanča (Élisabeth de Valois), Sonya Yoncheva (Eboli), Ludovic Tézier (Rodrigue), Dmitry Belosselskiy (Le Grand Inquisiteur), Ildar Abdrazakov (Philippe II), Ève-Maud Hubeaux (Thibault) ; Chœurs et Orchestre de l'Opéra national de Paris, dir. Philippe Jordan (2017, DVD Arte) (OCLC 1091224330)
- Georg Friedrich Händel im Pariser Théâtre du Châtelet – Olivier Simonnet, Sandrine Piau, Ève-Maud Hubeaux ; Théâtre du Châtelet et Les Talens lyriques, dir. Christophe Rousset (18 octobre 2021, DVD Arte) (OCLC 1269389685)  — extraits d’Alcina, Tamerlano et Giulio Cesare[52].
- Gala Maria Callas - Vissi d'Arte à l'Opéra National de Paris - extraits de Carmen et Don Carlos (2 décembre 2023, France Télévision)[53]

## Récompenses
Eve-Maud Hubeaux remporte de nombreux prix.
- 2007 : Concours SJMW, 1er prix avec félicitations au concours final
- 2009 : Concours Schlossoper Haldenstein, Coire, Prix spécial pour prestation exceptionnelle
- 2010 : Concours Ernst Haefliger : Prix spécial du meilleur candidat suisse
- 2011 : Concours International d’Arles : Prix du Jury + Prix France Musique
- 2011 : Bourse Richard Wagner à Bayreuth attribuée par le Cercle Richard Wagner d’Alsace
- 2011 : Concours International de Musique de Genève : Prix Wagner
- 2012 : Prix d’études du Pour-cent culturel Migros
- 2012 : Nommée « Révélation Classique ADAMI 2012 »
- 2012 : Nommée « Soliste » du Pour-cent culturel Migros
- 2012 : Concours international de chant de Toulouse : 3e prix
- 2013 : Concours Premio Etta Limiti (Milan) : 3e Prix
- 2013 : 6 juillet, 2e prix lors du 32e Concours international Hans Gabor Belvédère[54],[14].
- 2013 : 28 septembre, Premier prix, à l'unanimité, et Prix pour le plus jeune candidat au 5e Concours de chant international Renata Tebaldi
- 2014 : Prix Fondation Safran pour la Musique
- 2024 : Prix Herbert-von-Karajan[49]